# Locus Kiesselbachi

Darstellung des Locus Kiesselbachii im rechten Bildteil (blau markiert die Nasenscheidewand bzw. das Nasenseptum)

Als Locus Kiesselbachi (Synonym Locus Kiesselbachii, Locus Kiesselbach, Kiesselbach-Plexus, Kiesselbach-Ort, englisch auch Little’s area) wird eine gefäßreiche Schleimhaut bezeichnet, die sich im vorderen, unteren Teil der Nasenscheidewand, im Nasenseptum, dem Übergang von der äußeren Haut in das Flimmerepithel der Nasenschleimhaut, befindet. Sie wird vorwiegend von der Arteria sphenopalatina gespeist, es sind jedoch auch Zuflüsse von der Arteria labialis superior, der Arteria ethmoidalis anterior, der Arteria ethmoidalis posterior und der Arteria palatina descendens vorhanden.

## Namensherkunft
Der Locus Kiesselbachi ist benannt nach dem deutschen Hals-Nasen-Ohren-Arzt Wilhelm Kiesselbach (1839–1902).

## Bedeutung
Im Locus Kiesselbachi ist die Nasenschleimhaut durch präkapillar verlaufende Gefäßgeflechte besonders stark durchblutet. Aufgrund der oberflächlichen Lage dieser neigen sie dazu, oft ohne ersichtlichen Grund, verletzt zu werden oder zu platzen, was zum Nasenbluten (lateinisch Epistaxis) führt. Der Locus Kiesselbachi ist daher eine Prädilektionsstelle für das Auftreten von Nasenbluten.
Aufgrund des stark schwankenden äußeren Luftdrucks erleiden besonders Bergsteiger, Piloten und Kampfpiloten im Bereich des Locus Kiesselbachi Nasenbluten.